# Smart drug
Een smart drug of noötropicum is een geneesmiddel, kruid of (pro)hormoon dat cognitieve functies (zoals geheugen) verbetert.
In tegenstelling tot wat vaak wordt gedacht zijn ze (over het algemeen) niet verkrijgbaar bij smartshops. Hun werkingsmechanisme is al even veelzijdig als de verschillende typen smartdrugs: ze grijpen in op hormoon- en neurotransmittersystemen en stimuleren neurogenese of bloedtoevoer naar de hersenen.
Medicijnen als piracetam die bekendstaan als smart drugs zijn vaak geïntroduceerd voor het behandelen van neurologische ziekten als de ziekte van Parkinson, narcolepsie en dementie. Het is daarom vaak niet bekend of en wat voor effect ze hebben op 'gezonde' hersenen.